# 范椂
范椂（？—1532年），或作范禄，字廷儀，號南泉，浙江宁波府鄞縣人，明朝政治人物。

## 生平
正德二年（1507年）丁卯科浙江乡试舉人，九年（1514年）甲戌科二甲第六名進士。授刑部主事，历升员外郎、郎中，出为广州府知府。以觐典入朝，会大礼议起，與同邑王相等人伏闕諫争，被廷杖，遂免官归乡。与兄范槐、范栻被乡人称为“三凤”。

## 家族
高祖范杰。曾祖范必顯。祖父范鏞，以長子范潤貴，封南京兵部主事。祖母朱氏，封安人。父范湘（1447年-1520年），字時達，號章南居士，七品散官，正德十二年封承德郎刑部主事。前母黄氏，母王氏，贈安人，生四子：范槐（弘治乙卯科舉人、官平度州知州）、范椿、范栻（弘治辛酉科舉人）、范椂。